# Flávio Derzi
Flávio Augusto Coelho Derzi, ou apenas Flávio Derzi, (Campo Grande, 30 de junho de 1951 — São Paulo, 12 de agosto de 2001) foi um administrador de empresas, agropecuarista e político brasileiro, outrora deputado federal por Mato Grosso do Sul.

## Biografia
Filho de Rachid Saldanha Derzi e Edwiges Coelho Derzi. Formado em Administração de Empresas na Universidade Federal do Rio de Janeiro em 1974, dedicou-se à agropecuária e por esta razão foi eleito presidente da Associação dos Criadores de Mato Grosso do Sul em 1985 deixando o cargo após dois anos quando foi nomeado secretário de Agricultura e depois secretário de Fazenda no segundo governo Marcelo Miranda, época em que ambos pertenciam ao PMDB.
Iniciou sua carreira política sob influência paterna sendo eleito deputado federal via PST em 1990 e durante o mandato votou pelo impeachment de Fernando Collor em 1992. Graças a um processo sucessivo de fusões, o partido a que Flávio Derzi pertencia deu lugar ao PP. Implicado na CPI do Orçamento, foi absolvido em plenário. Reeleito em 1994, migrou para o PPB durante a legislatura e renovou o mandato em 1998, no entanto faleceu em 2001 na capital paulista mediante complicações de saúde causadas por um câncer de bexiga.
Sobrinho de Italívio Coelho e Lúdio Coelho, senadores por Mato Grosso e Mato Grosso do Sul, respectivamente, sendo que o pai de Flávio Derzi representou ambos os estados no Congresso Nacional.